# Johnson (Arkansas)
Johnson és una població dels Estats Units a l'estat d'Arkansas. Segons el cens del 2000 tenia 2.319 habitants.

## Demografia
Segons el cens del 2000, Johnson tenia 2.319 habitants, 928 habitatges, i 638 famílies. La densitat de població era de 289,8 habitants/km².
Dels 928 habitatges en un 37,6% hi vivien nens de menys de 18 anys, en un 55,5% hi vivien parelles casades, en un 10,1% dones solteres, i en un 31,3% no eren unitats familiars. En el 22,7% dels habitatges hi vivien persones soles el 4,1% de les quals corresponia a persones de 65 anys o més que vivien soles. El nombre mitjà de persones vivint en cada habitatge era de 2,49 i el nombre mitjà de persones que vivien en cada família era de 2,98.
Per edats la població es repartia de la següent manera: un 27,8% tenia menys de 18 anys, un 10,3% entre 18 i 24, un 42,8% entre 25 i 44, un 13,6% de 45 a 60 i un 5,5% 65 anys o més.
L'edat mediana era de 29 anys. Per cada 100 dones de 18 o més anys hi havia 87,6 homes.
La renda mediana per habitatge era de 44.556 $ i la renda mediana per família de 51.618 $. Els homes tenien una renda mediana de 35.189 $ mentre que les dones 25.625 $. La renda per capita de la població era de 21.502 $. Entorn del 5,4% de les famílies i el 7,6% de la població estaven per davall del llindar de pobresa.

## Poblacions més properes
El següent diagrama mostra les poblacions més properes.